# Johannes-Paul-II.-Halbinsel
Die Johannes-Paul-II.-Halbinsel (bulgarisch полуостров Йоан Павел II poluostrow Joan Pawel II) ist eine vereiste Halbinsel im Norden der Livingston-Insel im Archipel der Südlichen Shetlandinseln. Sie ist 12,8 km lang, maximal 8,5 km breit und trennt die Hero Bay von der westlich gelegenen Barclay Bay. Das Kap Shirreff stellt das nördliche Ende der Halbinsel dar.
Bulgarische Wissenschaftler benannten sie am 11. April 2005 nach dem neun Tage zuvor gestorbenen Papst Johannes Paul II. (1920–2005) für dessen Leistungen um Frieden und Völkerverständigung.